# Agricultura itinerante
La agricultura itinerante, migratoria o nómada, también conocida como agricultura de roza y quema (aunque se pueden establecer algunas diferencias entre ambas), es una agricultura de subsistencia practicada en regiones vastas de vegetación densa (selva y bosques tropicales). Los agricultores abren claros en la vegetación, queman los árboles, para que las cenizas aporten fertilidad al suelo.
Como los suelos de las zonas calientes son extremadamente frágiles, en pocos años quedan agotados y los agricultores deben abrir nuevos claros en otro sector de la selva o el bosque, contribuyendo notablemente a la deforestación.
Después de que los suelos se agoten, los agricultores deberán ir a otra parcela, que tras agotarse, se trasladaran a otra, y al final, volverán a empezar por la primera parcela que quemaron debido a que los suelos se reponen tras un tiempo.
Esta práctica agrícola, conocida como agricultura de roza o quema, es común en las zonas bajas de Ecuador, en el oriente de Perú y Bolivia, en la Amazonia, parte baja de Colombia, en sectores de América Central, en las islas del Caribe así como en Madagascar. Su origen se remonta a la época precolombina, en la que era practicada por grupos indígenas como los Arhuaca, los Guaraníes, Uitoto y Shuaras.